# Parco naturale di Stupinigi
Il parco naturale di Stupinigi è un'area naturale protetta della Regione Piemonte e occupa una superficie di 1611,26 ettari nella città metropolitana di Torino. Con tale termine si intende il vasto dominio terriero adibito alla caccia che si estendeva attorno alla Palazzina di caccia di Stupinigi e che venne espropriato dai Savoia nel XVI secolo al fine di delimitare l'area di caccia loro riservata, quindi ben prima della costruzione della palazzina che avvenne nel XVIII secolo.

## Geomorfologia

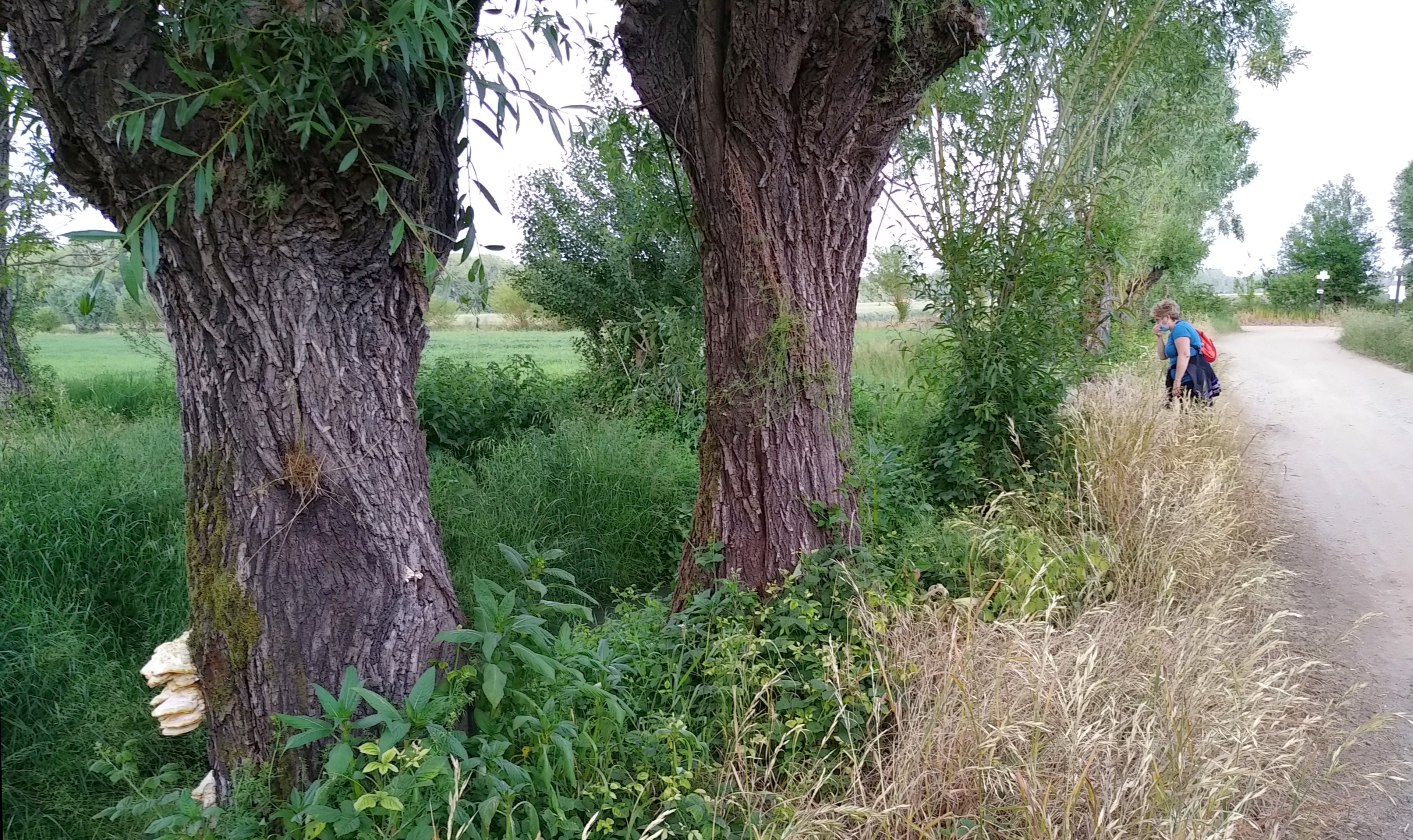
Un filare di salici nel parco

Il territorio del parco di Stupinigi presenta un paesaggio unico, caratterizzato dalla presenza di fontanili e risorgive naturali tipiche di un territorio pianeggiante. Sul territorio si trovano due fiumi principali: il Sangone a nord e il Chisola a sud, essi presentano due morfologie di letto differente: per il Sangone rettilineo e profondo, mentre per il Chisola lo scorrimento avviene più in superficie e con un percorso più tortuoso.
L'andamento dei due corsi può anche essere analizzato attraverso la composizione del loro suolo: di colore mattone (motivo giustificante la fiorente produzione di mattoni locale) nei letti dei due fiumi e di colore grigio nell'area del Parco.
Il parco si estende sugli attuali territori comunali di Nichelino, Candiolo e Orbassano.

## Storia

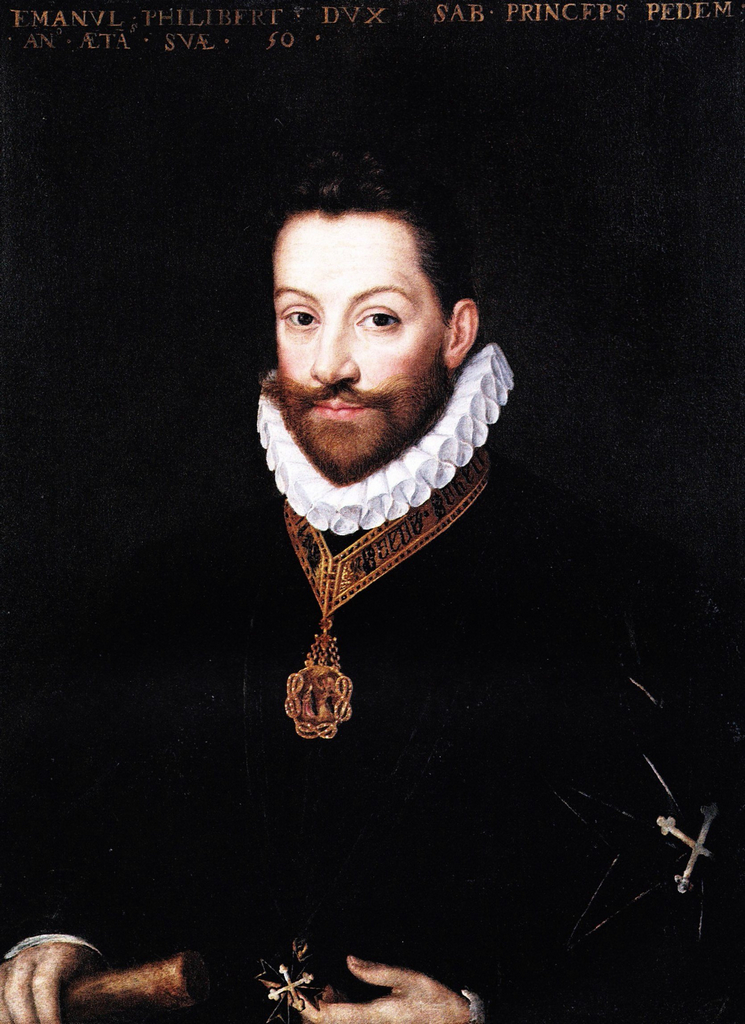
Emanuele Filiberto, duca di Savoia, costituì la propria riserva di caccia nell'attuale parco della palazzina di Stupinigi nel XVI secolo.

Il territorio dell'attuale parco naturale di Stupinigi venne definito nel Cinquecento quando il duca Emanuele Filiberto di Savoia decise di costituire nell'area di Stupinigi una propria vasta tenuta di caccia, posizionata a breve distanza dalla corte di Torino dove si era da poco trasferito, e quindi facilmente accessibile a lui ed ai suoi cortigiani per momenti di svago e divertimento all'aria aperta. Per fare ciò dovette innanzitutto individuare l'area e la scelta ricadde sui vasti appezzamenti di proprietà della famiglia milanese dei Pallavicino i quali vennero con un pretesto privati di oltre 1600 ettari di terreni e boschi e dei due castelli dell'area.
Il territorio era stato anticamente un possedimento del ramo dei Savoia-Acaia per la difesa di Moncalieri. Alla morte di Ludovico di Savoia-Acaia, ultimo rappresentante degli Acaia, il duca Amedeo VIII di Savoia suo cugino ereditò l'intero possedimento ma lo concesse successivamente nel 1439 al marchese Gianfrancesco I Pallavicino. Sulla base di queste antiche pretese, ad ogni modo, Emanuele Filiberto ne reclamò la piena proprietà nel 1564.
Alla morte di Emanuele Filiberto, egli lasciò per disposizione testamentaria che tale possedimento spettasse per diritto all'Ordine Mauriziano, lasciandone però la piena potestà e l'usufrutto ai suoi successori. A partire dalla fine del Cinquecento vennero apportate una serie di migliorie e bonifiche dei suoli, precedentemente in gran parte paludosi, che permisero un più ampio sfruttamento agricolo dell'area col miglioramento della fertilità del suolo.
I discendenti di Emanuele Filiberto, infatti, ingrandirono ulteriormente di quasi altri cento ettari il territorio per le cacce annesso alla palazzina di Stupinigi, facendogli raggiungere l'estensione attuale.
Dopo la costruzione della palazzina nel Settecento andarono definendosi le prime rotte rettilinee di caccia in direzione di Drosso e di Mirafiori, i rondò, i viali di pioppi e un borgo rustico annesso al palazzo per le sue esigenze. Il territorio della tenuta si prestava particolarmente alla pratica della chasse à courre (la classica caccia a cavallo accompagnata da mute di cani, senza l'uso di armi da fuoco), di cui la prima si tenne nel 1731, a soli due anni dal completamento della palazzina di caccia.
Il parco è stato istituito con legge regionale 14 gennaio 1992, n. 1, ai sensi dell'articolo 6 della legge regionale 22 marzo 1990, n. 12.

## Fauna

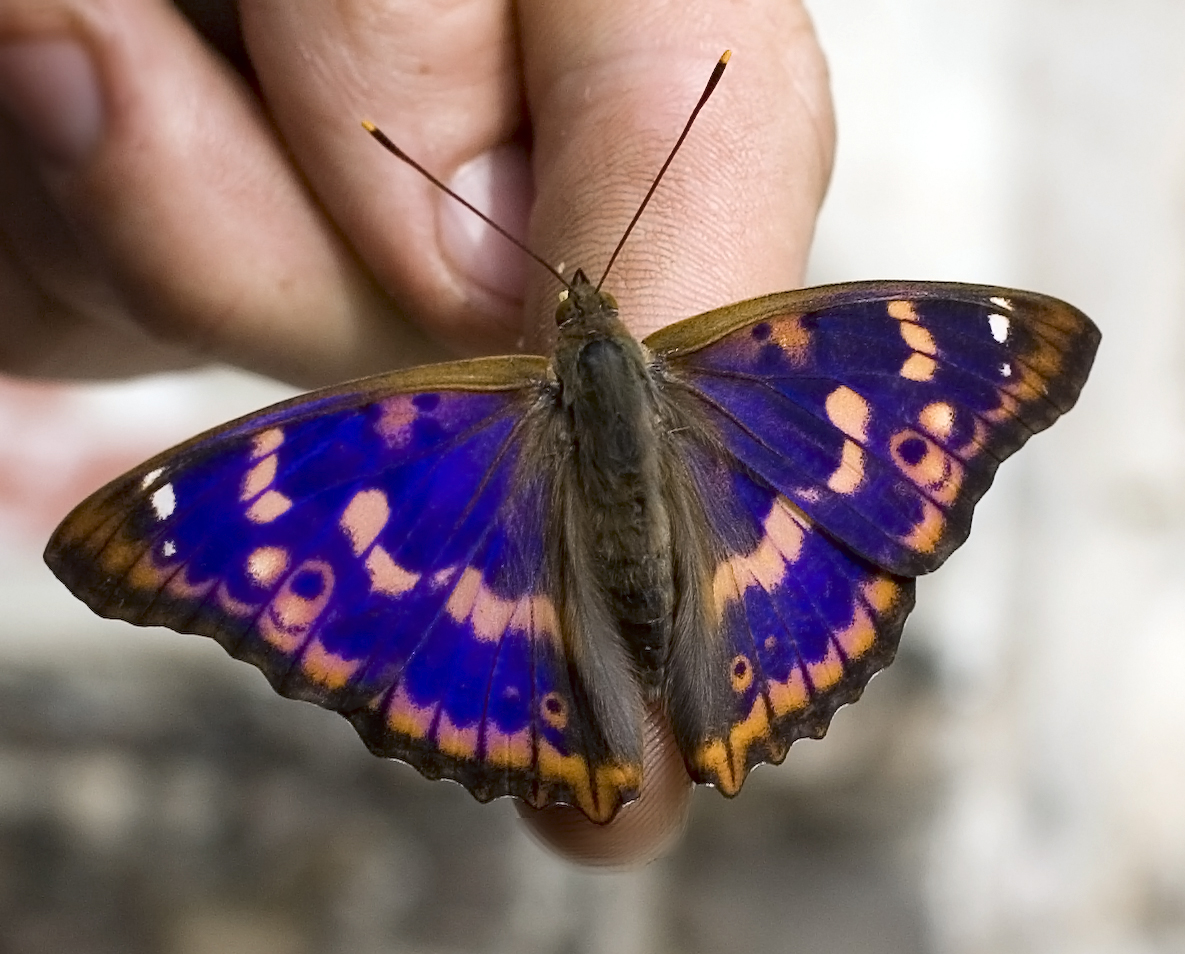
Un esemplare di Apatura ilia, uno dei rappresentanti più rari della fauna del Parco naturale di Stupinigi

Si segnalano 29 specie di mammiferi presenti nei boschi del parco, tra cui il moscardino, specie di importanza comunitaria. Gli scoiattoli grigi, numerosissimi, sono andati nel tempo a sostituirsi alla specie autoctona dello scoiattolo rosso, un tempo particolarmente diffusa. Comuni sono invece ancora oggi le minilepri, le donnole, faine, volpi e cinghiali. Occasionali i caprioli. Tra i mammiferi si ricordano anche due specie di pipistrello, il vespertilio smarginato ed il rinfolo minore. Quest'ultima specie era particolarmente fiorente negli ambienti dei sottotetti e delle soffitte del palazzo sino alla fine dell'Ottocento, quando l'intervento dell'uomo l'ha costretta a migrare nella vicina foresta del parco.
Tra gli uccelli si segnalano 95 specie delle quali 60 nidificanti. Numerosi passeriformi, picchi, fagiani, nonché numerosi rapaci sia diurni che notturni. Tra i più noti vi sono il nibbio bruno e l'alverla piccola. Presso l'area del parco nidificano diverse specie come la cicogna bianca, il prispolone e lo spioncello.
Per quanto riguarda i rettili, nell'area a parco sono presenti il ramarro, la lucertola muraiola, il rospo smeraldino balearico, la raganella padana, la rana agile ed il tritone crestato italiano, tutte specie decretate di interesse comunitario. Quest'ultima specie, però, negli anni ha risentito particolarmente delle mutazioni climatiche e dell'ambiente, nonché della diminuzione degli spazi del suo ecosistema di vita naturale.
Interessante per quanto riguarda gli insetti la presenza di varie specie ormai rare altrove come la farfalla Apatura ilia ed il coleottero Carabus italicus.

## Flora

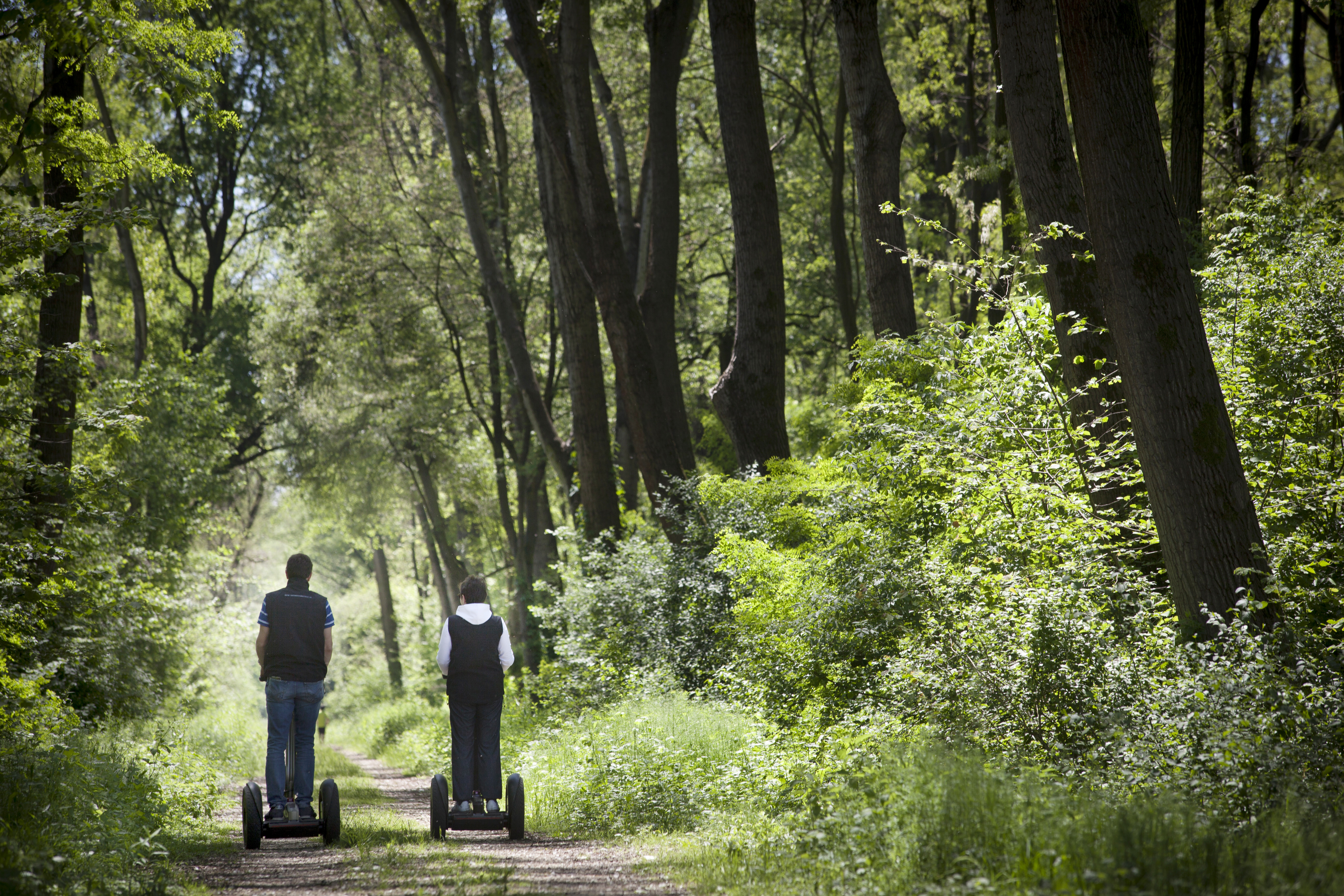
La fitta rete delle storiche rotte di caccia permette di addentrarsi nella foresta planiziale

L'ambiente vegetale tipico del parco naturale di Stupinigi è caratterizzato da un bosco di tipo planiziale che ospita esemplari di farnia, rovere, salice, ontano nero, ciliegio a grappoli e ciliegio selvatico, anche di notevoli dimensioni. È questo il caso di un salice del genere alba monumentale presente nel parco che raggiunge i 20 metri di altezza e i 352 cm di circonferenza, con un'età approssimata di circa 140 anni.
Il parco, oggi per più della metà della sua estensione destinato a colture cerealicole, era in realtà un tempo coperto da vasti appezzamenti di foresta alternati ad aree coltivate dai contadini locali alle dipendenze della palazzina di caccia come polo agricolo produttivo.

## Punti d'interesse
Il punto di maggiore interesse all'interno dei confini del parco è certamente la palazzina di caccia di Stupinigi, nel comune di Nichelino, dichiarata patrimonio dell'umanità dall'UNESCO nel 1997.
Gli altri principali punti di interesse sono poi le cascine storiche, caratterizzate da corti chiuse, alcune delle quali risalenti alla fine del Quattrocento, per un totale di otto poderi rustici con strutture funzionali all'attività della caccia (canili, stalle, magazzini, ecc.) e alla vita del borgo (segheria, chiesa parrocchiale, ecc.).
Nel territorio del parco di Stupinigi sono inoltre ubicati i castelli medievali di Parpaglia (XIV sec.) e Castelvecchio.